# 皇家艺术学院夏季展览

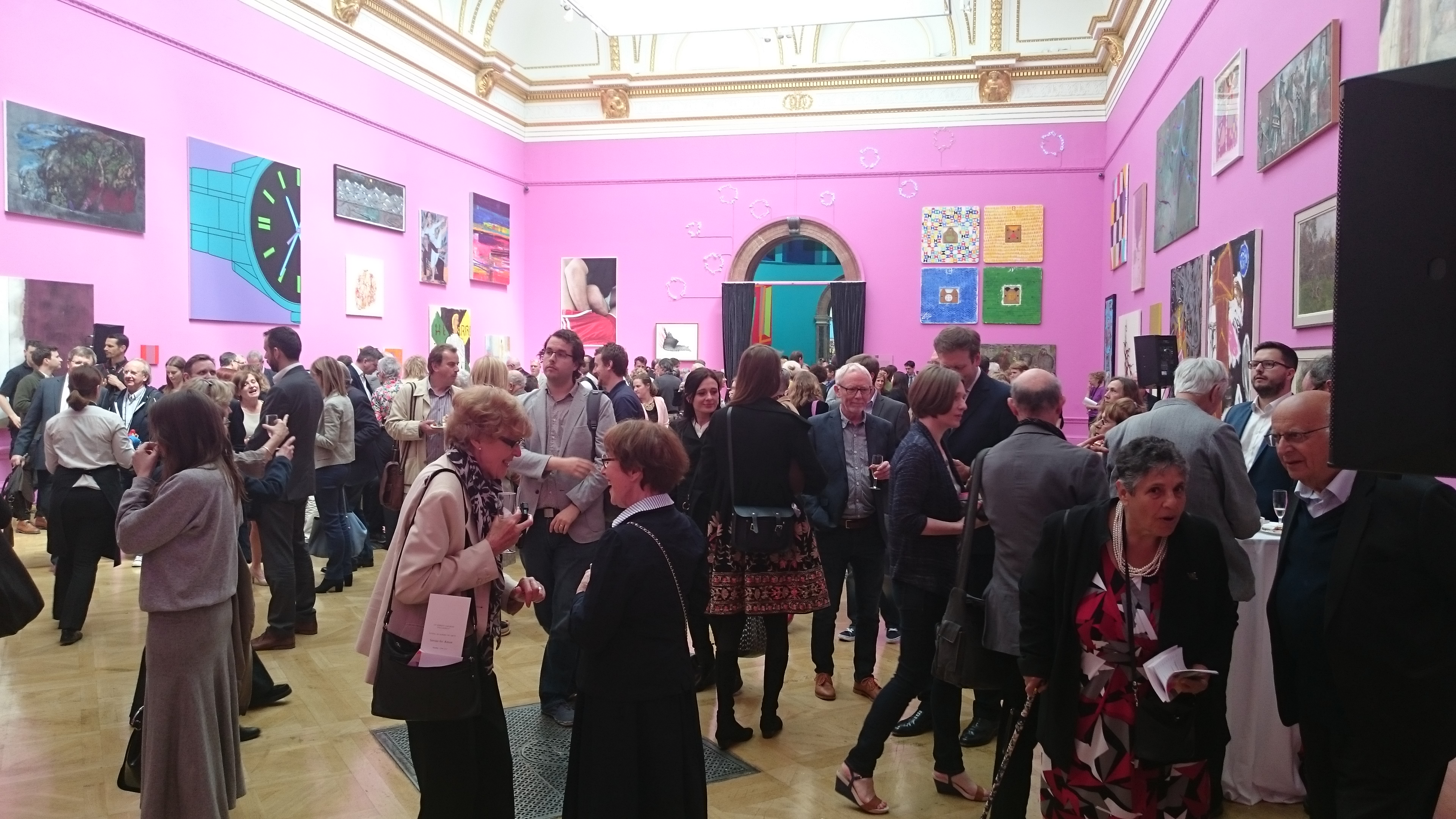
2015年6月展览主厅一景

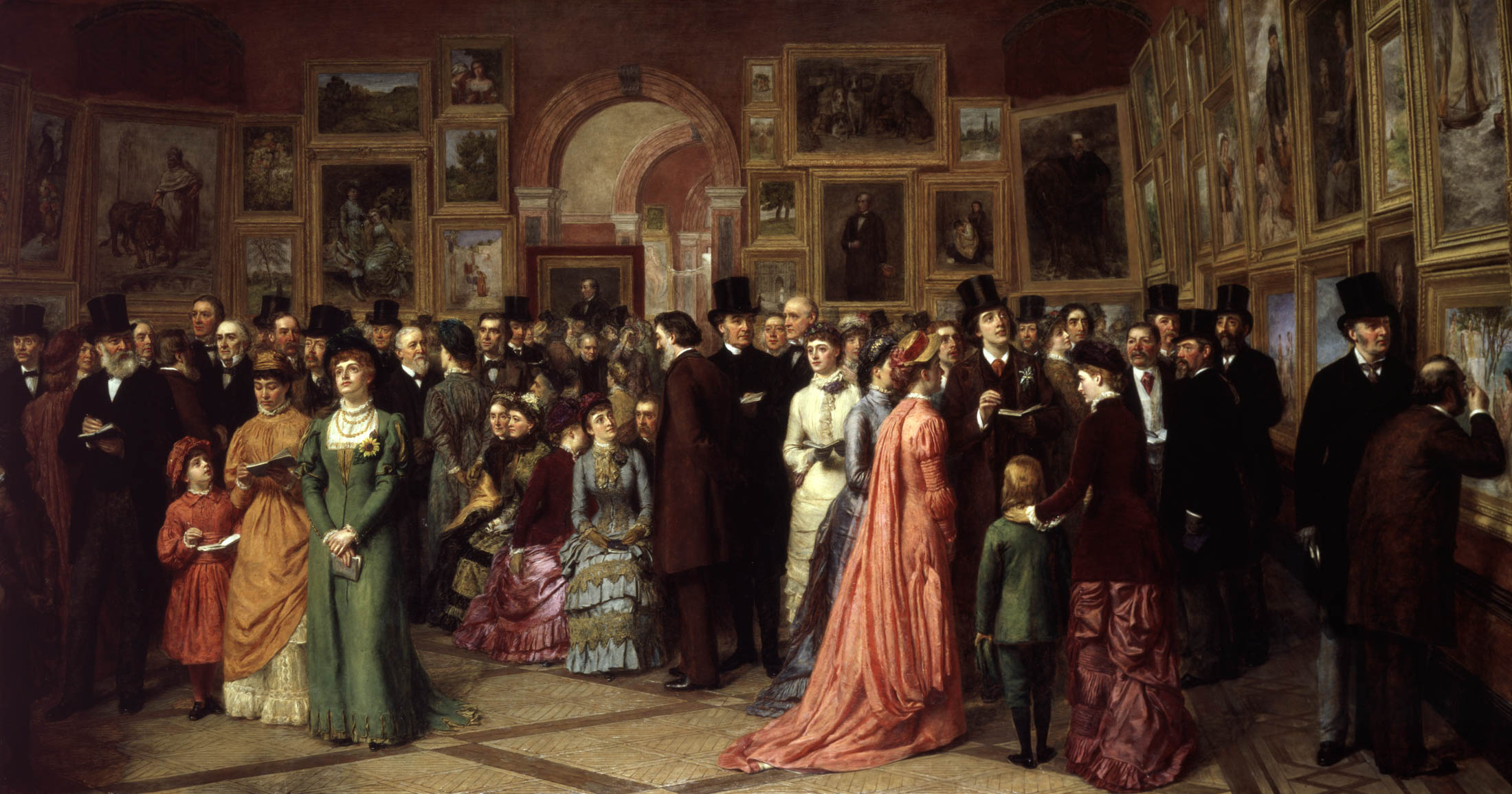
威廉·鲍威尔·弗里斯所作画作《皇家学院夏季展览私人预览，1881年》，画中描绘了奥斯卡·王尔德及其他维多利亚时代名流

夏季展览是由英国皇家艺术学院每年在伦敦伯灵顿府举行的公开美术展，举办时间为每年6月至8月。展览包括绘画、版画、素描、雕塑、建筑设计及模型，是英国最大且最受欢迎的公开艺术展览。 它也是“世界上持续时间最长的当代艺术展览”。
皇家艺术学院成立于1768年，其主要目标之一是设立一年一度的展览，向所有有才华的艺术家开放，供公众参观。首次夏季展览于1769年举办，此后每年不间断举办至今。

## 历史

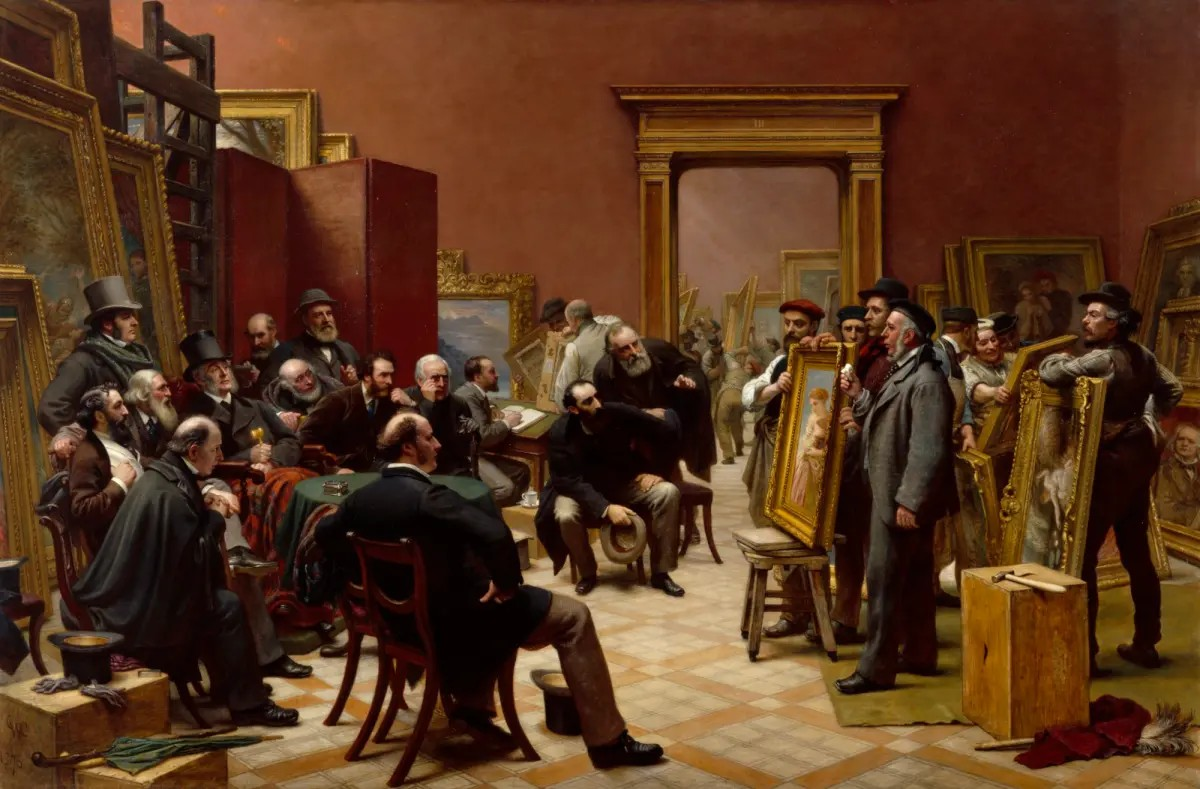
《皇家艺术学院理事会选定展览作品，1875年》，查尔斯·韦斯特·科普作

1768年，一群艺术家拜访了乔治三世国王，寻求批准成立一个艺术与设计学会。他们提出了举办年度展览和设立设计学校的建议。乔治三世国王批准了这一想法，首次展览于1769年举办，展出作品136件。 “夏季展览”这一名称始于1870年。

## 选拔过程
如今，每年约有1,000件作品从多达32,000件参展作品中被选出，参展艺术家约16,000人。 任何艺术家（无论是否在世、知名与否）均可提交最多两件作品，每件收费40英镑，由“夏季展览选拔与布展委员会”进行筛选。 近年来，由于参展作品数量大幅增加，每位艺术家的提交件数从3件减少至2件，且收费有所提高。委员会由皇家艺术学院理事会（即皇家艺术学院的管理机构）成员组成，传统上由皇家艺术学院院长主持。除委员会选出的作品外，所有80位院士均有权在展览中展示他们自己的6件作品。
2006年展览期间，学院收到大卫·亨塞尔（David Hensel）捐赠的一尊雕像和一个基座。因两部分被误判为独立作品，雕像被拒绝展出，而基座则被展出。
一些艺术家多次投稿才被选中：2024年，艾莉森·艾（Alison Aye）提交的被接受作品《Shifting to the Moon》是她的第31次投稿。

## 展览

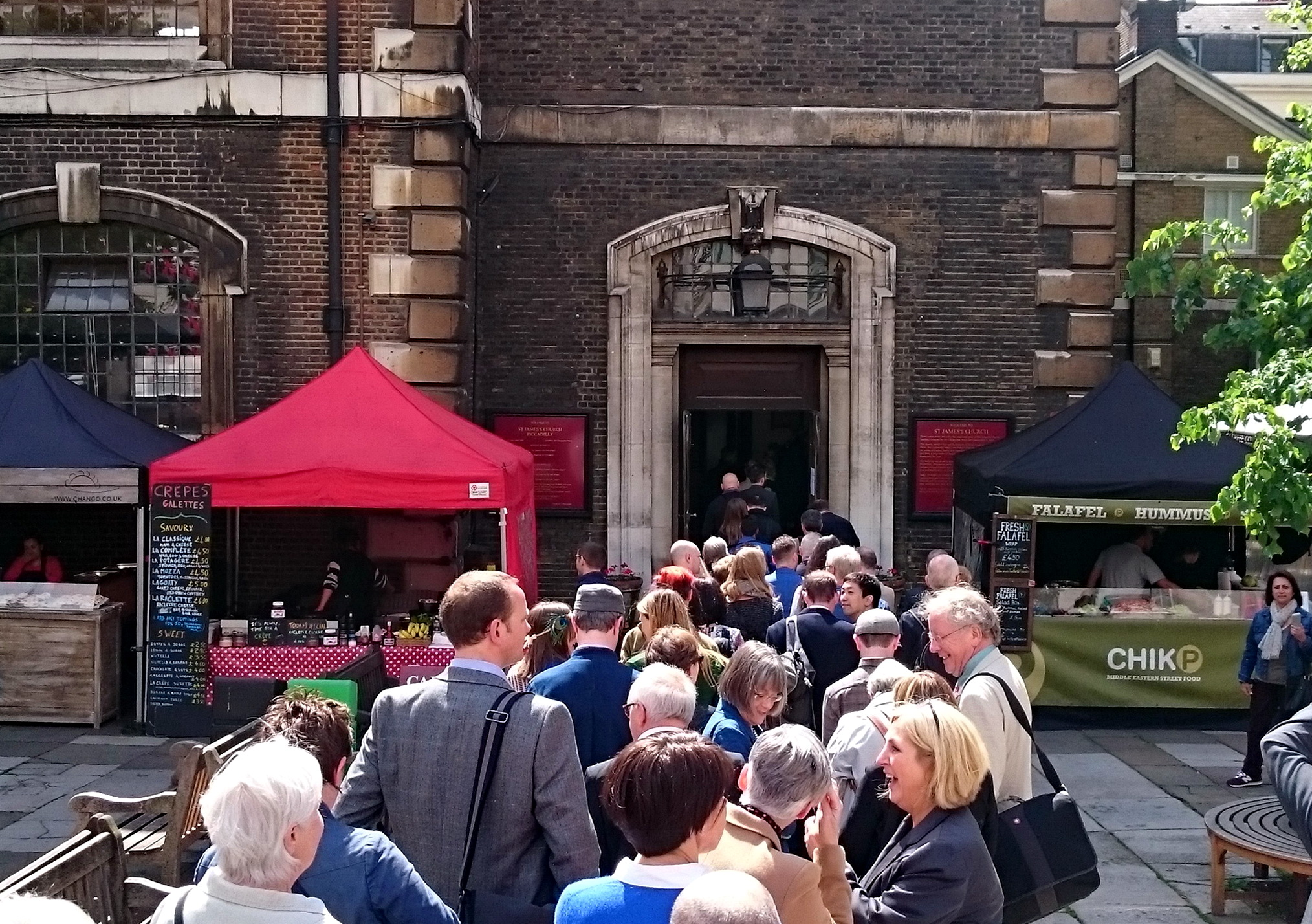
2015年皇家艺术学院夏季展览“涂清漆日”，艺术家们在皮卡迪利圣詹姆斯教堂前集合

皇家艺术学院夏季展览通常于每年6月初向公众开放，之前会举办一系列的私人预览活动。主要活动被称为“涂清漆日”（Varnishing Day），根据流行传说，这一天艺术家们会为作品最后涂上一层清漆（参见法语词“vernissage”）。传统上，艺术家们会从伯灵顿府（Burlington House）徒步游行至皮卡迪利的圣詹姆斯教堂，参加教堂礼拜。在开幕招待会上，各类奖项的候选名单会被公布。
某些年份的展览会有特定主题。2005年的主题是“版画与复制品”；2006年主题为“源自生活”；2008年主题是“人造”；2010年主题为“原始”。 2011年，选拔委员会决定不设特定主题。
几乎所有展出作品均有出售，皇家艺术学院从成交价中抽取30%的佣金。2003年，这笔收入约为200万英镑。该学院不依赖国家或王室财政资助。

### 策展人
- 2005年：斯蒂芬·法辛（法语：Stephen Farthing） 与 克里斯托弗·奥尔[6]
- 2010年：斯蒂芬·钱伯斯（英语：Stephen Chambers）[7]
- 2011年：克里斯托弗·勒布伦（英语：Christopher Le Brun）[8]
- 2012年：苔丝·卡特（英语：Tess Jaray）[9]
- 2013年：伊娃·伊日克娜（英语：Eva Jiřičná） 和 诺曼·阿克罗伊德（英语：Norman Ackroyd）[10]
- 2014年：休吉·奥多诺霍（英语：Hughie O'Donoghue）[11]
- 2015年：迈克尔·克雷格·马丁（英语：Michael Craig-Martin）[12]
- 2016年：因卡·肖尼巴尔（英语：Yinka Shonibare）[13]
- 2017年：艾琳·库珀（英语：Eileen Cooper）[14]
- 2018年：格雷森·佩里（法语：Grayson Perry）[15][16]
- 2019年：乔克·麦克法登（英语：Jock McFadyen）[17]
- 2020年：简和路易丝·威尔逊（英语：Jane and Louise Wilson）[18]
- 2021年：因卡·肖尼巴尔（英语：Yinka Shonibare）[19]
- 2022年：艾莉森·怀尔丁（英语：Alison Wilding）[20]
- 2023年：大卫·雷姆弗里（英语：David Remfry）[21]
- 2024年：安·克里斯托弗（英语：Ann Christopher）[22]

## 奖项
夏季展览每年颁发总额超过7万英镑的奖金，其中包括2.5万英镑的查尔斯·沃拉斯顿奖（Charles Wollaston Award）。此外，还有1万英镑的建筑奖项。

## 评价
该展览既受到赞赏，也受到批评。 2019年，乔纳森·琼斯称其为“一个传统的臃肿尸体……带有疲惫、内向、走到尽头的气质”。
2018年，举办了关于夏季展览历史的专题展览，名为《伟大的盛会》（The Great Spectacle）。

## 延伸阅读
- Staley, A. (编). . 纽约: 大都会艺术博物馆. 1975.（见索引）
- 《伟大的盛会：皇家美术学院夏季展览250年》（2018），作者：Mark Hallett 和 Sarah Victoria Turner
- 《海报：皇家美术学院百年夏季展览》（2015），作者：Mark Pomeroy